# Walter Muschg
Pour les articles homonymes, voir Muschg.
Œuvres principales
Tragische Literaturgeschichte (1948), Die Zerstörung der deutschen Literatur (1956)
Walter Muschg, né le 21 mai 1898 à Witikon (près de Zurich) et mort le 6 décembre 1965 à Bâle, est un historien de la littérature, essayiste et homme politique suisse.

## Biographie, parcours

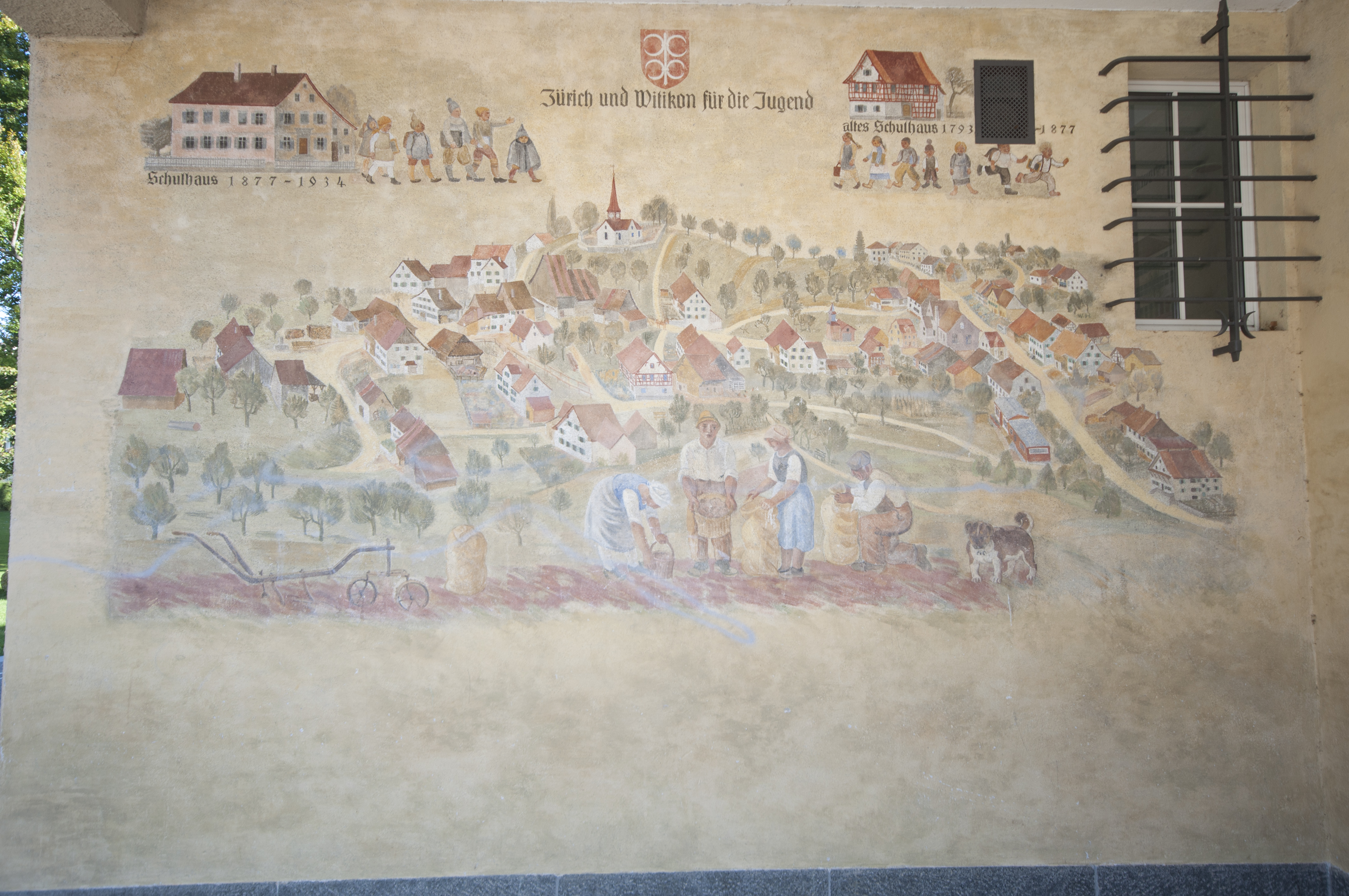
Walter Muschg naît en 1898 à Witikon près de Zurich.

Walter Muschg vient au monde en 1898 à Witikon près de Zurich. Dans son enfance, les greniers à foin et les cachettes dans les cours de fermes ont été pour lui et ses compagnons de jeux un domaine de prédilection, et d'après Louis Wiesmann, il a conservé toute sa vie quelque chose de « paysan », de « carré » et de « rude » dans son caractère.

À l'université de Zurich, il suit l'enseignement du germaniste Emil Ermatinger.

Fils d'enseignant et demi-frère de l’écrivain Adolf Muschg, il s’est d’abord fait connaître pour sa thèse sur la Penthésilée de Heinrich von Kleist.

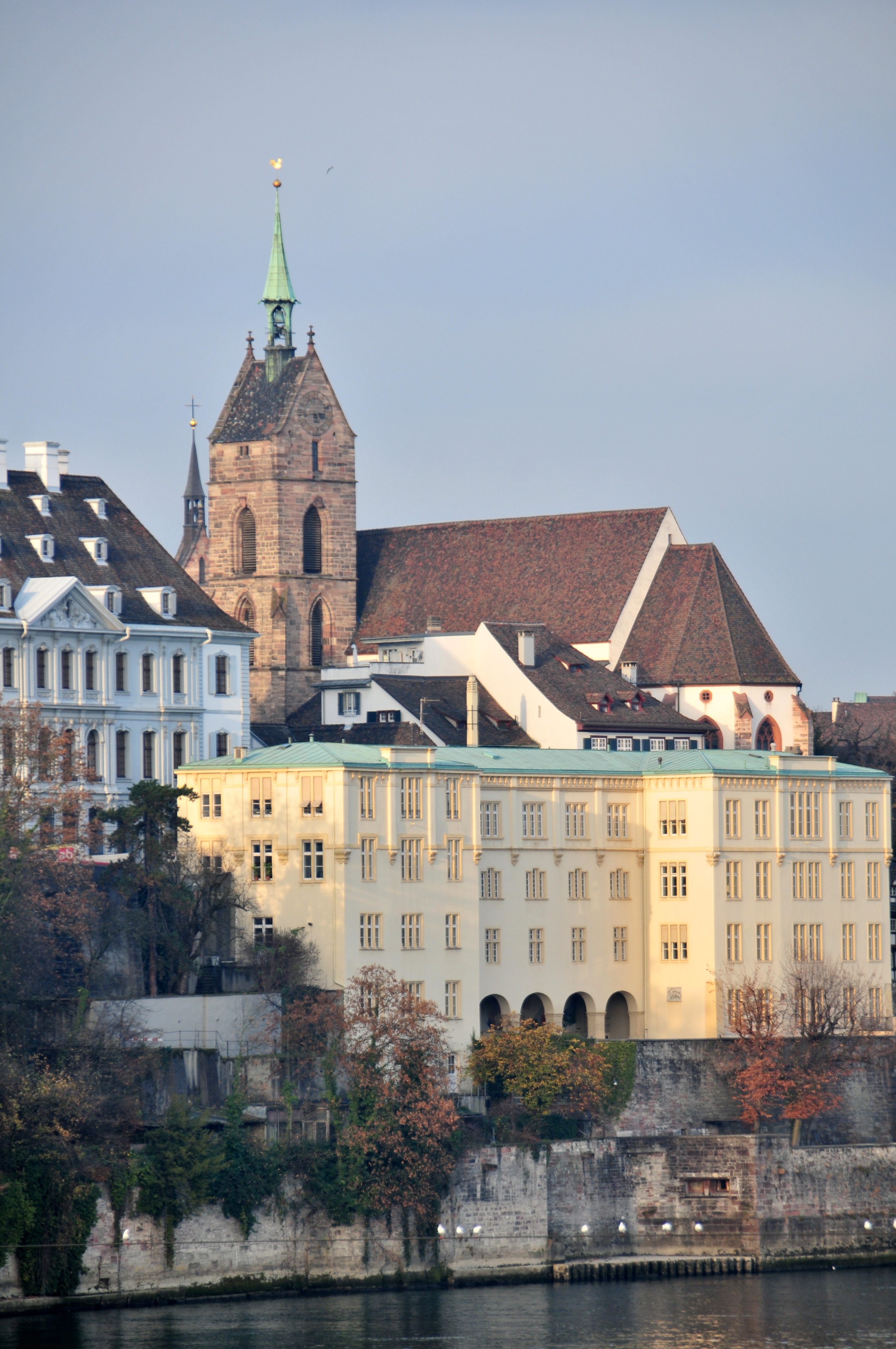
De 1936 jusqu'à sa mort en 1965, il enseigne la littérature allemande moderne à l'université de Bâle.

De 1917 à 1921, il étudie la germanistique auprès du professeur Emil Ermatinger (de), ainsi que la psychologie et le latin, à l’Université de Zurich. À Berlin dans les années 1920, où il poursuit ses études, Muschg rencontre les représentants de l’expressionnisme littéraire vivant à Berlin à l’époque. En 1928, il obtient son habilitation à l’Université de Zurich avec une thèse sur le thème « Psychoanalyse und Literaturwissenschaft » (Psychanalyse et histoire littéraire). Il publie également deux œuvres dramatiques.
De 1936 jusqu’à sa mort en 1965, Walter Muschg enseigne la littérature allemande moderne (Neuere deutsche Literatur (de)) au département d'allemand de l’université de Bâle. Urs Widmer, qui a étudié avec lui, écrit : « Il a été le premier dans une université allemande à consacrer les conférences d’un semestre entier exclusivement à Franz Kafka ». En tant que Dozent, rapporte Peter André Bloch, Muschg savait, dans ses conférences, captiver son auditoire  par son interprétation engagée, parfois polémique, guidée par l’expérience personnelle des grandes œuvres, ainsi que par sa description de l’existence souvent difficile des poètes évoqués ; il eut une influence durable sur plusieurs de ses élèves. Par contre, il n’y avait pratiquement pas de discussions ouvertes dans le séminaire, et les étudiants étaient conscients que certaines choses pouvaient être vues différemment.

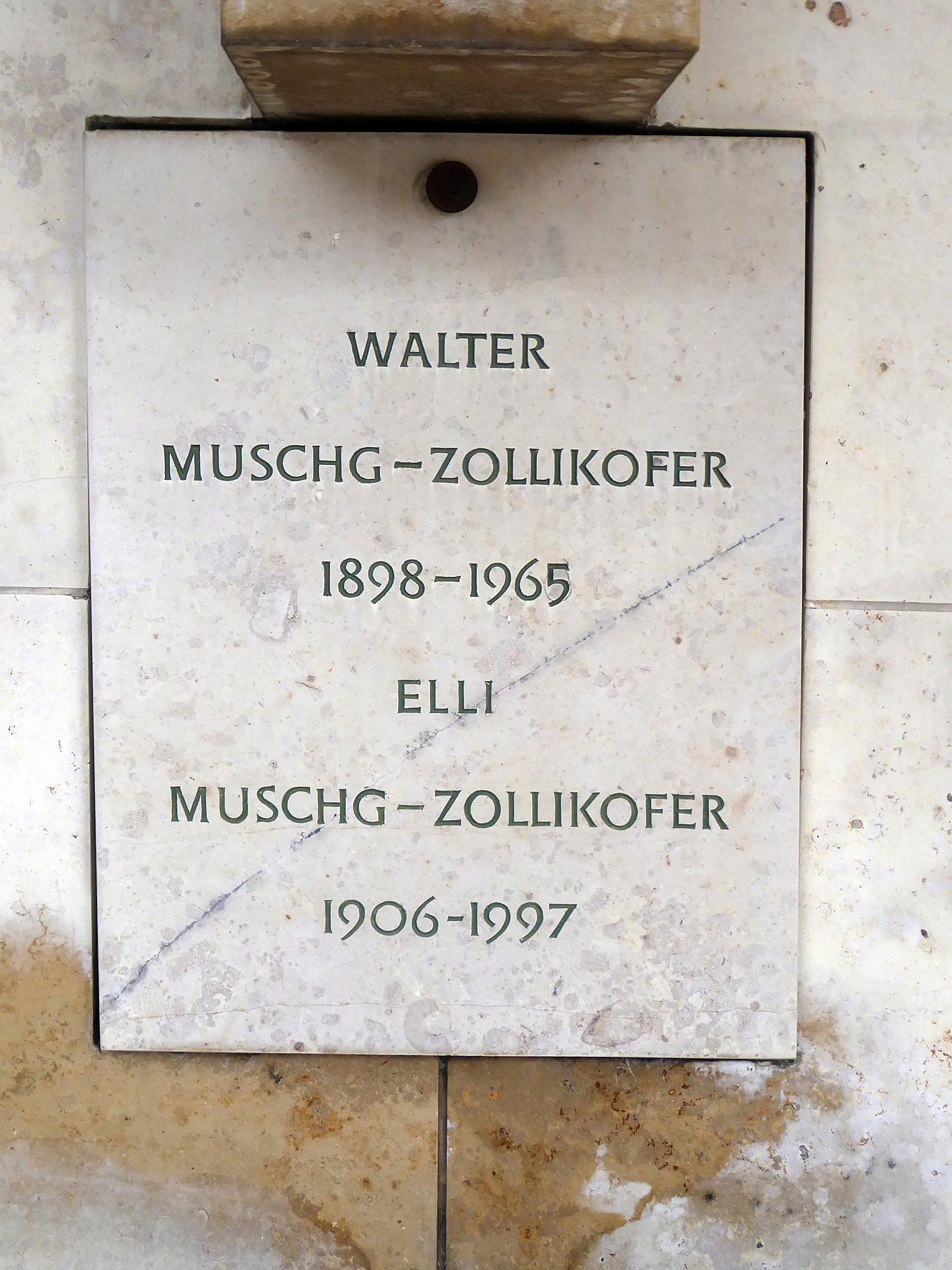
Tombe de Walter Muschg au columbarium du cimetière central de Riehen Bâle-Ville (Friedhof am Hörnli).

En tant que publiciste controversé et souvent provocateur, Muschg a contribué à plusieurs reprises au débat public. De 1939 à 1943, il siège pour l'Alliance des indépendants au Conseil national. Il y prône l’indépendance de la Suisse et une politique d’asile généreuse. Plus tard, il fait sensation notamment par sa polémique contre les pièces radiophoniques populaires en dialecte de Ernst Balzli (de) à la radio : il voit dans celles-ci une banalisation et une falsification intolérables des romans de Jeremias Gotthelf.
Le recueil d’essais, qu’il publie en 1956 sous le titre Die Zerstörung der deutschen Literatur (La destruction de la littérature allemande), suscite un large débat. D'après Hans-Peter Kunisch, la conception de la littérature de Walter Muschg n’a pas pu prévaloir dans les études allemandes de l’après-guerre, mais ses analyses représentent des prises de position stimulantes, encore appréciées aujourd'hui.
Walter Muschg est mort le  6 décembre 1965 d'une crise cardiaque, en se rendant à la poste.

## Conception de la littérature
L'ouvrage Histoire tragique de la littérature (Tragische Literaturgeschichte) paraît en 1948. La littérature, pour Walter Muschg, c'est la littérature mondiale. Dans la conception qu'il se fait de la littérature, une phrase de Johann Georg Hamann, aurait pu, dit-il, lui servir de devise : « Le génie est une couronne d’épines, et le goût est un manteau de pourpre couvrant un dos lacéré ». À ses yeux, la poésie naît toujours de la souffrance et de la douleur, et quiconque échoue moralement dans ces épreuves ne peut pas être un vrai poète.
Parmi les auteurs qu'il considère comme les plus « grands », Muschg établit les catégories de « magicien », « voyant » et « chanteur », tandis que les autres, les « jongleurs », « prêtres », « poètes » sont un « affaiblissement et un mélange des formes originelles ». C’est ainsi qu’il voit en Jeremias Gotthelf le plus grand poète suisse, à même d'exercer un « ministère prophétique » et d'en désespérer, mais de devenir aussi « l' Homère »  de la paysannerie, « dont il transfigure les hommes, les vieillards, les femmes et les filles, pour en faire les figures idéales d’une vie chrétienne dans la création de Dieu ».

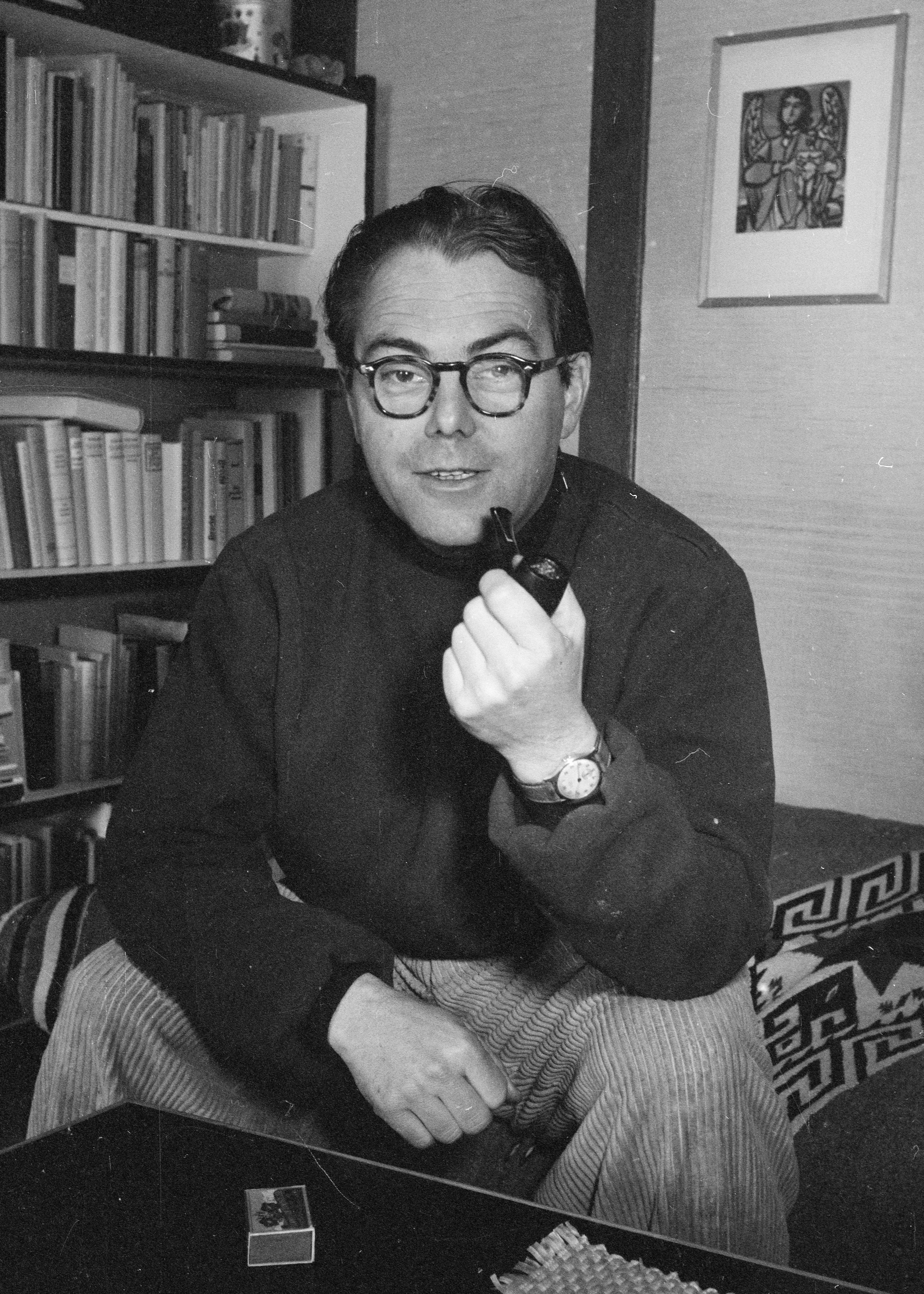
La première pièce jouée en Allemagne de Max Frisch Nun singen sie wieder est éditée en 1946 par Walter Muschg à Bâle chez Schwabe.

## Intérêt pour l'expressionnisme en littérature, aide aux jeunes auteurs
Walter Muschg apprécie la littérature expressionniste allemande de son époque. Alors qu'il fait peu de cas de George, Hofmannsthal, Thomas Mann, Rilke et d’autres auteurs connus, après la Seconde Guerre mondiale, il aide à se faire connaître dans l'édition de leurs œuvres Ernst Barlach, Alfred Döblin et Hans Henny Jahnn dont il est l'ami. Il s’occupe également de jeunes auteurs d'alors : Nun singen sie wieder (Maintenant ils chantent à nouveau) de Max Frisch paraît en 1946 aux éditions Schwabe à Bâle, dans la collection Klosterberg dirigée par Walter Muschg, et l’année suivante le premier drame de Friedrich Dürrenmatt, Es steht geschrieben (c'est écrit). Il reste en étroite relation avec Rolf Hochhuth, controversé depuis sa pièce polémique Der Stellvertreter (Le Vicaire).

## Psychanalyse et science littéraire (Literaturwissenschaft)
Avec sa thèse d'habilitation sur le thème « Psychoanalyse und Literaturwissenschaft (publiée en 1930 à Berlin chez Junker und Dünnhaupt (de)), Walter Muschg est le premier germaniste de langue allemande à mettre l'accent sur l'importance de l’enseignement de Freud pour la recherche en littérature. Comme le signale Adolf Josef Storfer (de), alors directeur de l'Internationaler Psychoanalytischer Verlag (de) (IPV), en introduction de l'article de Walter Muschg désormais intitulé Die Psychoanalyse als Rivalin der Literaturwissenschaft (La psychanalyse rivale de la science littéraire), une partie (les dernières pages de la brochure) de la conférence Psychoanalyse und Literaturwissenschaft publiée en 1930 chez Junker und Dünnhaupt (de), est reproduite la même année, avec l'autorisation de l'auteur et de l'éditeur, dans le périodique édité par l'IPV Die Psychoanalytische Bewegung II, 1930, deuxième cahier.

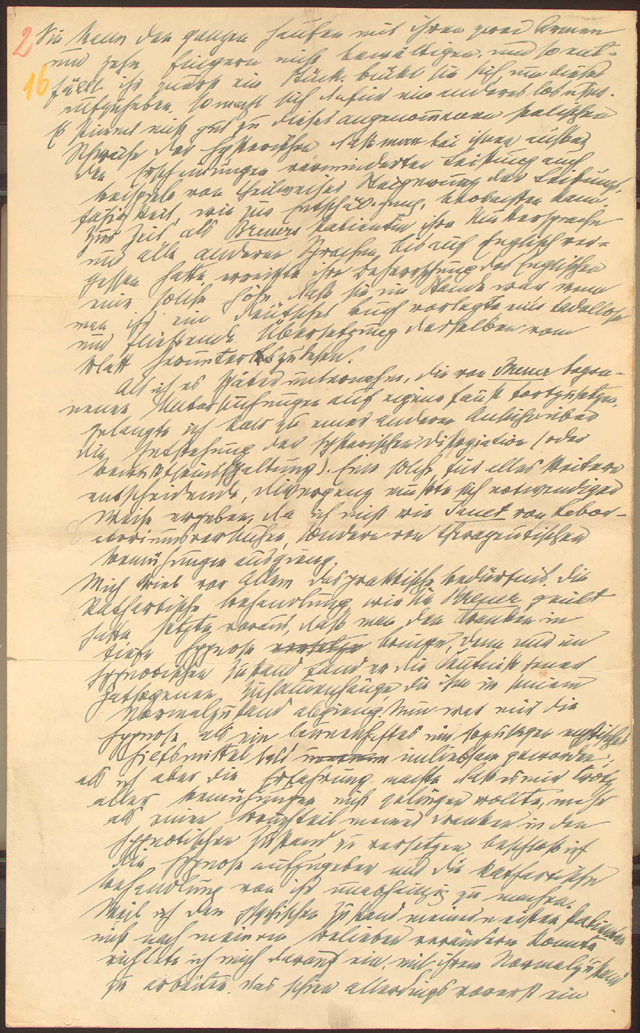
Manuscrit de Freud pour « L'homme aux rats » : en 1930, l'année où Freud reçoit le prix Goethe, paraît dans le cinquième cahier de Die psychoanalytische Bewegung l'étude de Walter Muschg Freud als Schriftsteller (« Freud écrivain »).

En 1956, dans un chapitre de son ouvrage  Die Zerstörung der deutschen Literatur (La destruction de la littérature allemande), Muschg reprend une étude d'abord parue en 1930 dans le cinquième cahier de Die psychoanalytische Bewegung, intitulée « Freud als Schriftsteller » (Freud écrivain dans la traduction de Jacques Schotte, texte paru aux Presses universitaires de France en 1959 dans La psychanalyse,, réédité en 2011 « à l’initiative des éditions Institutions »,, puis en 2012 aux éditions Hermann). Muschg « s’est intéressé à l’œuvre de Freud non seulement pour sa qualité littéraire mais pour la subtilité de sa démarche de “chercheur” et de penseur ». Il souligne chez Freud l'emploi de certains procédés rhétoriques comme l’anaphore, l’aphorisme, le souci du rythme, mais aussi un penchant pour la métaphore. Selon Jacques Sédat, Walter Muschg revient à plusieurs reprises sur le goût prononcé de Freud pour la métaphore, figure de style à laquelle celui-ci recourt volontiers « non seulement par plaisir d’offrir au lecteur une image poétique ou saisissante, mais parce qu’il y trouve un éclairage et un prolongement de ce qu’il énonce. Ce que Muschg appelle un “don extraordinaire de restituer les idées sous une forme qui puisse être saisie par les sens” »,. L'une des métaphores favorites de Freud évoquant le travail d'analyse est celle de l'archéologie, pour laquelle Sédat cite ce commentaire subtil qu’en donne Muschg, : 

« La plus belle image qu’il ait trouvée revient en de nombreux passages. On peut la voir naître, croître et s’accomplir. C’est l’image archéologique. Au début du Malaise dans la culture, Freud demande au lecteur, auquel il veut donner une idée de la constitution de l’âme humaine, d’avoir sous les yeux le développement plusieurs fois millénaire de Rome. Il dépeint l’histoire monumentale de la ville, ses transformations et ses phases de croissance, et fait cette “hypothèse fantastique” : la ville éternelle n’est pas un lieu d’habitation, mais un être psychique. Alors, tout ce qui s’y trouvait un jour y serait encore présent et s’élèverait pêle-mêle, temples et palais, constructions étrusques, papales et modernes. “Cela n’a manifestement pas de sens”, poursuit-il, “d’étendre jusqu’au bout cette fantaisie, elle mène à l’inimaginable… Notre essai a l’air d’un amusement frivole ; il n’a qu’une justification : il nous montre combien nous sommes loin de maîtriser les particularités de la vie psychique par la représentation intuitive. »

— Walter Muschg, Freud écrivain

## Écrits
- (de) Kleists Penthesilea. Verlag Seldwyla, Zürich 1923
- (de) Kleist. Zürich 1923
- (de) Babylon, Ein Trauerspiel. Amalthea-Verlag, Zürich/Leipzig/Wien 1926
- (de) Psychoanalyse und Literaturwissenschaft. Junker und Dünnhaupt, Berlin 1930
- (de) Die Psychoanalyse als Rivalin der Literaturwissenschaft, in Die Psychoanalytische Bewegung II 1930 Heft 2, Adolf Josef Storfer (de) (éd.), Internationaler Psychoanalytischer Verlag (de), Wien, 1930, p. 178-185.
- (de) Freud als Schriftsteller, 1e parution : in Die Psychoanalytische Bewegung II 1930 Heft 5, p. 467-509[21] ; in Die Zerstörung der deutschen Literatur, 1956 ; München, Kindler, Série « Geist und Psyche », 1975,  (ISBN 9783463021614)
- (de) Gotthelf. Die Geheimnisse des Erzählers. C.H. Beck, München 1931
- (de) Die Mystik in der Schweiz, 1200–1500. Huber, Frauenfeld/Leipzig 1935
- (de) Tragische Literaturgeschichte. Francke, Bern 1948; 3., veränderte Aufl. 1957
- (de) Jeremias Gotthelf. Eine Einführung in seine Werke. Francke, Bern 1954
- (de) Dichtertypen. Helbing und Lichtenhahn, Basel 1954
- (de) Die Zerstörung der deutschen Literatur. Francke, Bern 1956; Neuausgabe: Diogenes, Zürich 2009,  (ISBN 978-3-257-06645-6)
- (de) Goethes Glaube an das Dämonische. Separatabdruck aus: Deutsche Vierteljahrsschrift für Literaturwissenschaft und Geistesgeschichte, Bd. 32, H. 3. Metzler, Stuttgart 1958
- (de) Schiller. Die Tragödie der Freiheit. Francke, Bern/München 1959
- (de) Von Trakl zu Brecht. Dichter des Expressionismus. Piper, München 1961
- (de) Studien zur tragischen Literaturgeschichte. Francke, Bern 1965
- (de) Gespräche mit Hans Henny Jahnn. Europäische Verlagsanstalt, Frankfurt 1967; Neuausgabe: Rimbaud, Aachen 1994
- (de) Gestalten und Figuren. Herausgegeben von Elli Muschg-Zollikofer. Francke, Bern/München 1968
- (de) Pamphlet und Bekenntnis. Aufsätze und Reden. Herausgegeben von Peter André Bloch. Walter, Olten/Freiburg i.Br. 1968
- (de) Die dichterische Phantasie. Herausgegeben von Elli Muschg-Zollikofer. Mit Bibliographie. Francke, Bern/München 1969

### Traductions en français
- Walter Muschg, Entretiens avec Hans Henny Jahnn, Traduction de Huguette et René Radrizzani, Paris, José Corti, 1995,  (ISBN 2-7143-0556-3)
- Préface de Walter Muschg à Jérémias Gotthelf, L'argent et l'esprit ou La réconciliation, traduction de Raymond Lauerner, Éditions L'Âge d'Homme, Collection : Au cœur du monde, Lausanne, 2000,  (ISBN 2-8251-1415-4)
- Walter Muschg, « Freud écrivain », dans Roland Jaccard (dir.), Freud, Presses universitaires de France, coll. « Perspectives critiques », 2006 (lire en ligne), p. 159-209
- Walter Muschg (trad. Jacques Schotte, préf. Jacques Sédat), Freud écrivain, Paris, Hermann, coll. « Psychanalyse », 2012 (présentation en ligne)